# Pleopeltis hirsutissima
Pleopeltis hirsutissima là một loài thực vật có mạch trong họ Polypodiaceae. Loài này được (Raddi) de la Sota mô tả khoa học đầu tiên năm 2008.